# Geografia della Repubblica Centrafricana

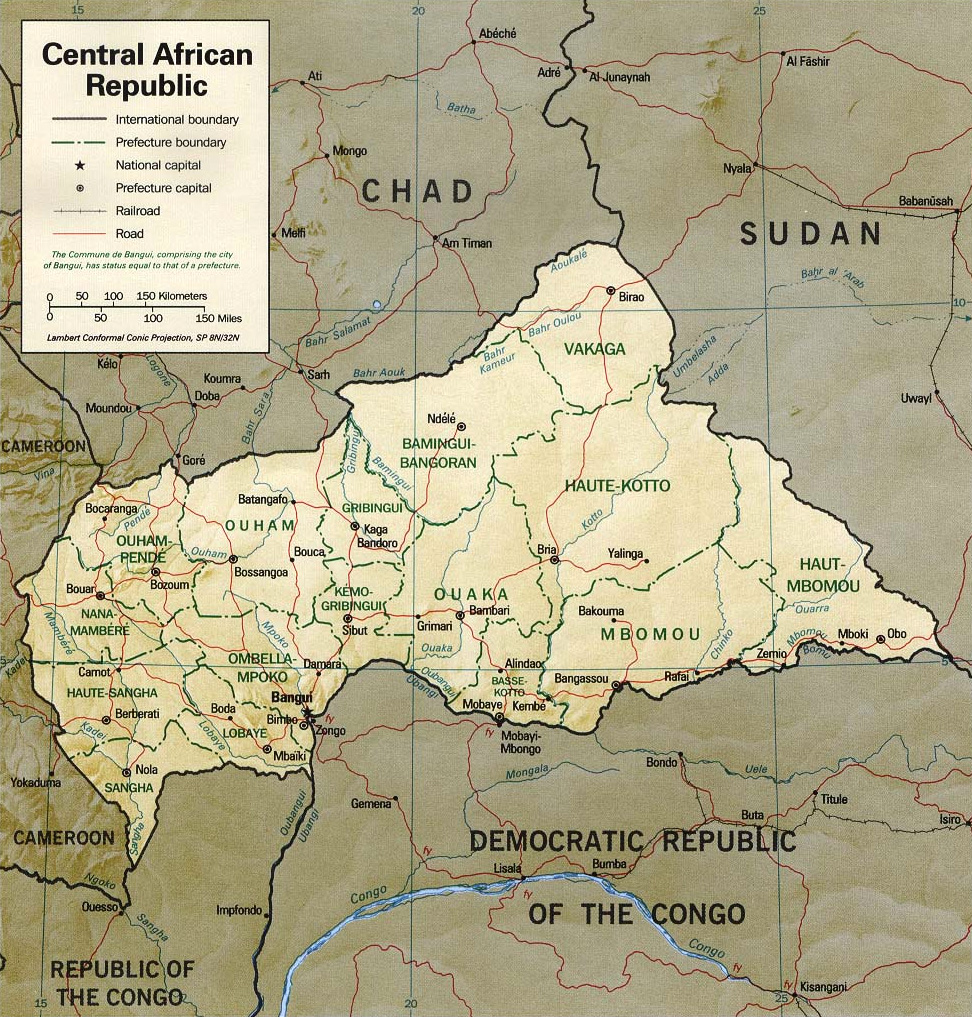
Mappa della Repubblica del Centrafrica

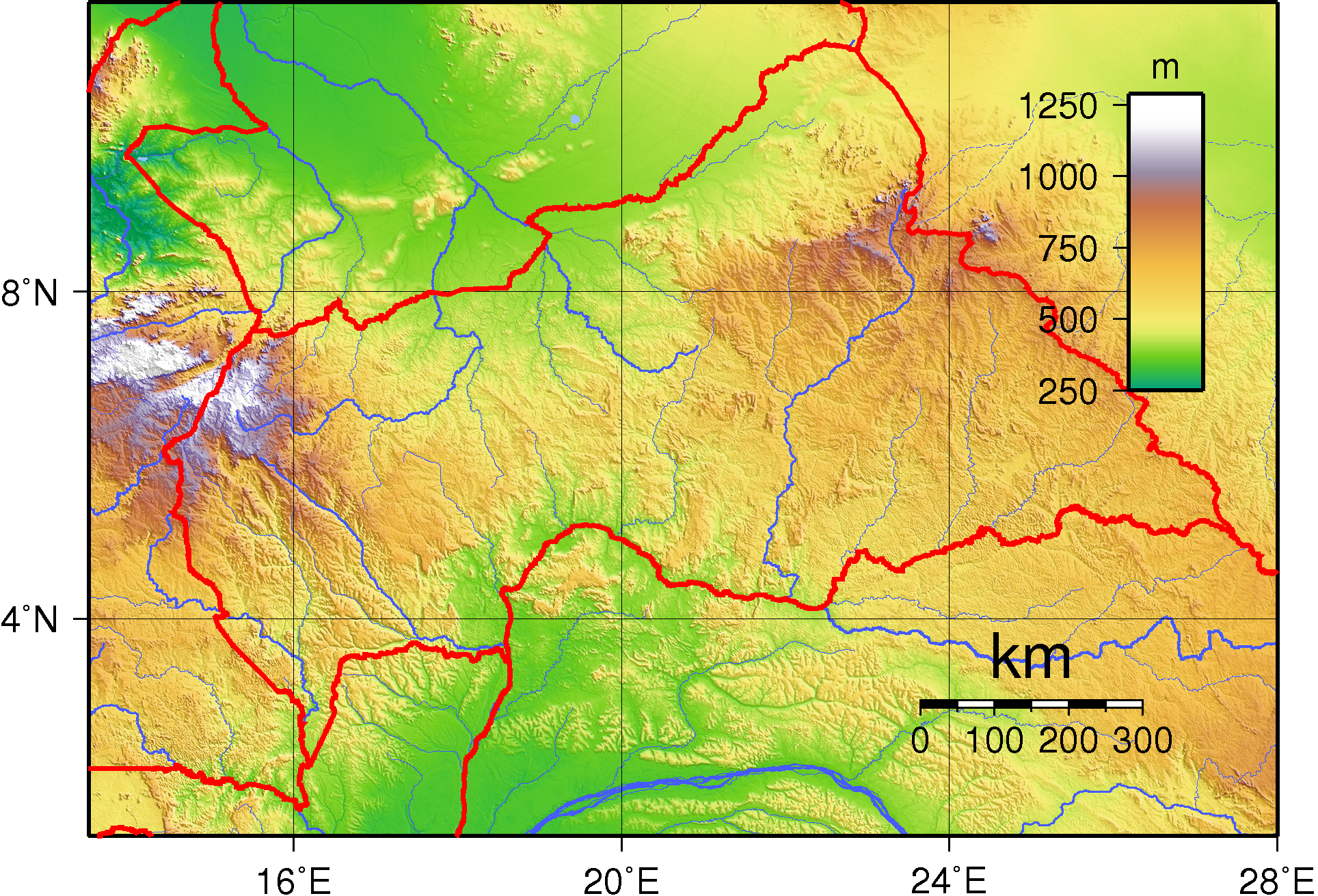
Topografia della Repubblica del Centrafrica

La Repubblica Centrafricana occupa una porzione dell'Africa situata proprio al centro del continente e dista oltre 600 km dalla costa più vicina (Golfo di Guinea sull'Oceano Atlantico); si estende per una lunghezza di 1200 km e una larghezza di oltre 600 km tra i 2°15' e i 10°30' di latitudine N e i 14°30' e i 27°25' di longitudine E e sviluppa una superficie complessiva di circa 623000 km².
La Repubblica Centrafricana – che durante l'amministrazione coloniale francese era conosciuta con il nome di Territorio dell'Oubangui-Chari – non ha confini naturali se non a sud, dove è separata dalla Repubblica Democratica del Congo dal fiume Oubangui e dal suo affluente Bomou (Mbomu). Il confine con la Repubblica del Congo, invece, corre leggermente a sud del corso del M'Baéré. Del tutto artificiosi i confini rimanenti: a ovest con il Camerun (dove solo per brevi tratti la frontiera segue il corso dei fiumi), a nord con il Ciad, a est con il Sudan e il Sudan del Sud. Si tratta, nel complesso, di un Paese d'altopiano, coperto da foreste e da savane, scarsamente abitato (5552000 abitanti) e con un'economia in fase di sottosviluppo o addirittura primitiva.

## Morfologia
Il territorio della Repubblica Centrafricana è un vasto penepiano situato sulla linea di sutura tra lo zoccolo continentale dell'Africa australe e quello sahariano comprendente anche la conca del Ciad. La linea spartiacque tra il bacino congolese e quello del Ciad taglia grosso modo da ovest a est il territorio della Repubblica all'altezza del parallelo 8° N: circa i due quinti del territorio appartengono al versante ciadiano e i tre quinti a quello congolese. Il rilievo divisorio risulta però molto appiattito e non supera mai i 1500 m, mentre gli altopiani che da esso si dipartono si mantengono quasi costantemente su altezze tra i 600 e i 700 m.
Geologicamente si tratta di una regione antica e matura, con una struttura di base di rocce cristalline precambriane, livellate e ricoperte, in seguito a successive invasioni marine, di strati sedimentari orizzontali costituiti da calcari, conglomerati, marne e argille. Queste stratificazioni sono soprattutto presenti nelle zone più depresse del territorio, corrispondenti alle pianure attraversate a sud dall'Oubangui e a nord dai rami sorgentiferi dello Chari.
Nonostante l'uniformità del paesaggio si possono distinguere quattro diverse regioni naturali, individuabili sia rispetto alla morfologia, sia rispetto al clima e alla vegetazione:
- La regione saheliana occupa la parte nord-orientale del Paese ed è costituita da immense distese sabbiose, con scarsa vegetazione, lungo i corsi d'acqua che confluiscono a ventaglio verso lo Chari.

- L'altopiano sudanese comprende la parte settentrionale, abbartenente al bacino del Ciad, dell'altopiano centrale; la regione, che ha una superficie di circa 150000 km², appare piatta e levigata e scende dai 700 m al Sud a poco meno di 600 nella sua sezione più settentrionale; i fiumi scorrono tutti verso nord tra savane sterminate.

- La dorsale centrale funge da linea spartiacque, ma non oppone ostacoli alle comunicazioni tra nord e sud; è in pratica una serie di basse colline che si allungano tra due rilievi più pronunciati: a ovest, in prossimità del Camerun, il massiccio granitico di Yadé – ultima propaggine dei monti dell'Adamaua – con una vetta superiore ai 1400 m; a nord-est, presso il confine con il Sudan e il Sudan del Sud, il massiccio dei Bongos (1400 m) e i monti del Dar Fertit, nei quali si trova il punto displuviale fra i tre bacini idrografici del Nilo, del Congo e del Ciad. Il suolo di questa regione è sovente ricoperto di rossa laterite.

- L'altopiano meridionale occupa quasi metà del territorio e declina leggermente verso sud fino a raggiungere, in prossimità del fiume Congo, l'altezza minima di 400 m. La vegetazione è qui molto più ricca che nella parte settentrionale: le savane sono rigogliose, con erbe fittissime alte anche più di 3 m, tra le quali crescono alberi giganteschi; la sezione sud-occidentale è coperta da una fitta foresta pluviale.[2]

## Idrografia
Dei due bacini idrografici che dividono il territorio della Repubblica Centrafricana quello meridionale è il più esteso e anche il più ricco di acque. Tranne il Kadeï, nella parte sud-occidentale del Paese, che è un affluente del Congo, tutti gli altri fiumi del bacino riversano le loro acque nell'Oubangui, che peraltro corre lungo il confine con la Repubblica del Congo; il fiume è navigabile da Yakoma (alla confluenza del Bomou con l'Uele proveniente dal Kivu) fino alla sua unione con il Congo e rappresenta la principale arteria di comunicazione della Repubblica Centrafricana con Brazzaville e Kinshasa e, quindi, con la costa atlantica. I principali affluenti dell'Oubangui in territorio centrafricano sono il Lobaye, il M'Bali, il Kotto e il Bomou, che funge per lungo tratto da confine con la Repubblica Democratica del Congo e che drena tutta la parte sud-orientale del territorio. Tutti questi fiumi sono navigabili solo in parte.
Il versante settentrionale del Paese, che fa parte del bacino del Ciad, riversa le sue acque nello Chari e, in minor misura, nel Logone, il suo maggior affluente. Lo Chari nasce dalla fusione di numerosi corsi d'acqua che scendono dai rilievi centrali come il Fafa, il Gribingui, il Bamingui, l'Aouk.

## Clima
Il clima è tipicamente continentale con sbalzi di temperatura molto marcati: a Bangui si registrano minime notturne tra i 7 °C e i 10 °C, mentre di giorno si superano i 40 °C. Nel complesso, però, la temperatura si mantiene su medie annuali di 25-32 °C, con escursioni notturne pronunciate (15 °C di media). Si hanno due stagioni delle piogge (maggio-giugno e luglio-novembre) e due stagioni secche (novembre-marzo e giugno-luglio) in tutto il Paese. Le piogge, più abbondanti e torrenziali al Sud con medie annuali sui 1800-2300 mm, si fanno meno intense a mano a mano che si avanza verso nord: nelle zone centrali cadono ogni anno 1300 mm di pioggia e nella fascia saheliana settentrionale meno di 700 mm. I venti sono poco frequenti e sempre moderati.

## Flora e fauna
La grande savana – di tipo sudanese nel Nord e guineano nel Sud – domina quasi l'intero territorio. Essa è relativamente povera nella parte settentrionale, dove prevalgono acacie e specie arbustive, mentre è molto rigogliosa nella parte meridionale a sud della linea spartiacque centrale, con altissime erbe tropicali frammiste ai karité arbustivi sui quali si stagliano enormi alberi dal grosso fusto (baobab, palme, alberi del formaggio, ecc.). All'estremità nord-occidentale si ha una zona di steppe, mentre nella parte sud-occidentale compare la foresta equatoriale sempreverde con abbondanza di legname pregiato (okoumé, mogano, ecc.).
Nelle savane vivono molte specie di antilopi, oltre a babbuini, bufali ed elefanti; vi sono anche gli elefanti di foresta, più piccoli di quelli della savana. Un tempo numerosi, i rinoceronti neri, vittime della caccia incontrollata, sono pressoché scomparsi. Nelle foreste pluviali si incontra una biodiversità ancora maggiore, che comprende gorilla, scimpanzé e altri primati, leopardi e l'antilope bongo, in pericolo di estinzione. I fiumi ospitano molte specie di pesci, coccodrilli e ippopotami. Un'avifauna ricca e varia – senza contare le numerose varietà di serpenti, pipistrelli e insetti, comprese molte farfalle e falene colorate – rende questo territorio uno dei più importanti dal punto di vista zoologico dell'intera Africa.
Tra i parchi nazionali e le riserve naturali ricordiamo il parco nazionale di Bamingui-Bangoran nel nord, il  parco nazionale del Manovo-Gounda-St. Floris (un sito patrimonio dell'umanità dal 1988) nel nord-est, la riserva faunistica di Zemongo nell'est, il parco nazionale Dzanga-Ndoki e la riserva speciale di Dzanga-Sangha, entrambe nel sud-ovest.